# 양동재
양동재(1972년 2월 4일 ~ )는 대한민국의 배우이다.

## 생애
1989년 MBC 문화방송 드라마에서 연기자로 첫 데뷔하였고 같은 해 1989년 MBC 공채 탤런트 19기로 정식 데뷔하였다.

## 출연작

### TV 드라마
- 1993년 《폭풍의 계절》 (MBC)
- 1993년 《엄마의 바다》 (MBC)
- 1994년 《천국의 나그네》 (MBC)
- 1994년 《밥을 태우는 여자》 (KBS2)
- 1994년 《사랑을 그대 품안에》 (MBC)
- 1995년 《여울목》 (MBC)
- 1995년 《신세대 보고 - 어른들은 몰라요》 (KBS)
- 1996년 《스타트》 (KBS2)
- 1997년 《오늘은 남동풍》 (KBS2)
- 1997년 《MBC 베스트극장》 〈환절기〉 (MBC)
- 1998년 《홍길동》 (SBS)
- 1998년 《전원일기》 (MBC)
- 1998년 《애드버킷》 (MBC)
- 1999년 《행진》 (SBS)
- 1999년 《국희》 (MBC)
- 2000년 《부부클리닉 사랑과 전쟁》 (KBS)
- 2000년 《경찰특공대》 (SBS)
- 2001년 《MBC 베스트극장》 〈고슴도치〉 (MBC)
- 2001년 《MBC 베스트극장》 〈내 약혼녀 이야기〉 (MBC)
- 2001년 《로펌》 (SBS)
- 2002년 《전원일기》 (MBC)
- 2003년 《결혼이야기 - 관상남녀》 (KBS2)
- 2003년 《역사극장》 (EBS)
- 2003년 《야인시대》 (SBS)
- 2004년 《영웅시대》 (MBC)
- 2004년 《깡순이》 (EBS)
- 2004년 《왕꽃 선녀님》 (MBC)
- 2004년 《명동백작》 (EBS)
- 2004년 《불멸의 이순신》 (KBS1)
- 2005년 《지금도 마로니에는》 (EBS)
- 2005년 《토지》 (SBS)
- 2005년 《제5공화국》 (MBC)
- 2007년 《왕과 나》 (SBS) - 최설리 역
- 2007년 《겨울새》 (MBC)
- 2007년 《외과의사 봉달희》 (SBS) - 서혜부 탈장 소아환자의 아버지 역
- 2008년 《내 인생의 황금기》 (MBC)
- 2008년~2009년 《가문의 영광》 (SBS) - 의사 역
- 2010년 《산부인과》 (SBS) - HIV인 임산부의 남편 역
- 2011년~2012년 《애정만만세》 (MBC) - 의사 역
- 2012년 《유령》 (SBS) - 대한전력 보안팀 직원 역

### 시사•교양
- 2016년 《이것은 실화다》 TV조선
- 2016년 《기막힌 이야기 실제상황》 MBN
- 2016년 《천 개의 비밀 어메이징 스토리》 채널A
- 2016년 《천일야史》 채널A

### 영화
- 《악어》 1996년
- 《킬러들의 수다》 2001년 - 사내 4 역

### 연극
- 《햄릿》 ... 햄릿 왕자 역(주인공) - 1995년

### 라디오 프로그램
- 2015년 EBS 《EBS 책 읽는 라디오 낭독 시리즈》

## 경력
- 중소기업 성공을 돕는 사람들 기획팀 팀장